# Isomatala
Isomatala (groot matala) is een Zweeds eiland en is gelegen in de rivier de Torne, die hier de grens vormt tussen Zweden en Finland. Het eiland heeft geen oeververbinding. Het meet ongeveer 1250 x 350 meter en ligt ter hoogte van Lövheden.
Ajasaari · Apajasaari · Esisaari · Fluurinsaari · Haapasaari (Neistenkangas) · Haapasaari (Ylitornio) · Haapakylänsaari · Hietanen (Junosuando) · Hietanen (Risudden) · Hietasaari · Hurulanhieta · Huukinsaari · Isomatala · Jokarasaari · Julkatteensaari · Kahvisaari · Kalliosaari · Kammalisaari · Karhakansaari · Karjosaari · Kauvosaari · Keppaansaari · Koivusaari · Korkeasaari · Korvenhieta · Kuoksunsaari · Kurkkiosaari · Kustonhieta · Kuusisaari (Anttis) · Kuusisaari (Junosuando) · Kuusisaari (Kurkkio) · Kuusisaari (Lovikka) · Kuussaari · Kylänsaari (Alkullen) · Kylänsaari (Pello) · Lampssaari · Laurinhieta · Lehmisaari · Lehtisaari · Leipiösaari · Lethisaari · Liakansaari · likasaari · Makottimensaari · Matosaari · Mattilansaari · Mikkolansaari · Mustasaari · Muurassaari · Nautapuojinsaari · Niittysaari · Nivansaari · Nyttysaari · Oravaisensaari · Paakosaari · Paamasaari · Paavosaari · Pahtasaari · Palasaari · Palosaari · Patokari · Pättäkkäsaari · Peittarisaari · Peltosaari · Pikisaari · Pikkumatala · Pohjukansaari · Porosaari · Puitonsaari · Puittamonsaari · Pukulmi · Revonniemi · Roomisaari · Rovanhieta · Rovasaari · Ruottinsaari · Saari (eiland) · Sauvosaari · Savisari · Selkasaari · Servosaari · Sölkäsaari · Suensaari · Suomenlainen · Tanskinsaari · Teppolansaari · Toivolansaari · Torakansaari · Vähäsaari · Vainsaari · Vasikkasaari · Vittasaari · Vuopionsaari